# حبسة استقبالية
الحُبسة الاستقبالية، تُعرف أيضًا باسم حُبسة فيرنيكه أو حُبسة مصحوبة بالطلاقة أو حُبسة حسية، هي نوع من الحُبسة (فقد القدرة على الكلام) ترتبط تقليديًا بحدوث تلف عصبي لباحة فيرنيكه في المخ، (Brodmann area 22، في الجزء الخلفي من التلفيف الصُدغي العلوي للجزء السائد). ومع ذلك، فإن أوجه النقص الرئيس للحبسة لا تنبع من تعرض باحة فيرنيكه للتلف; بل إن معظم الصعوبات الأساسية من المفترض أنها ناتجة عن الفص الصدغي الأوسط والمادة البيضاء المستبطنة. ولا يتسبب الضرر في هذه الباحة بتدمير مناطق اللغة المحلية فحسب وإنما أيضًا يؤدي إلى تقطع المناطق القذالية والصُدغية والجدارية وانفصالها عن منطقة اللغة الرئيسة.
ويمكن للأشخاص الذين يعانون من الحُبسة الاستقبالية التحدث بقواعد النحو وبناء الجملة والتنغيم والنبرة العادية ولكنه لا يكون قادرًا على فهم اللغة في شكلها المكتوب أو المنطوق.
ويجب ألا يتم الخلط بين الحُبسة الاستقبالية ومتلازمة فيرنيكه-كورساكوف (Wernicke-Korsakoff).

## العرض التقديمي
عندما نريد التحدث، فإننا نصيغ ما سنقوله في باحة فيرنيكه، التي تقوم بعد ذلك بنقل مخططنا للكلام إلى باحة بروكا التي يتم فيها تنفيذ مخطط الكلام [بحاجة لمصدر]. وتقع باحة فيرنيكه خلف التلم الوحشي، عادة في النصف الأيسر من المخ، بين المناطق البصرية والسمعية والحسية للقشرة المخية. والشخص الذي يعاني من هذه الحُبسة يتحدث بشكل عادي ولكنه يستخدم كلمات عشوائية أو مخترعة؛ ويترك الكلمات الرئيسة؛ ويستبدل كلمات أو أزمنة أو ضمائر أو حروف جر وينطق جملاً ليس لها معنى. والأشخاص المصابين بالحُبسة الاستقبالية يتحدثون جملاً عادية من حيث الطول والتنغيم ولكن دون معنى حقيقي. ويمكن أن يكون لديهم أيضًا ميل للتحدث بشكل مفرط. والشخص الذي يعاني من هذه الحُبسة لا يستطيع فهم الكلمات المنطوقة من قِبل الآخرين أو قراءة الكلمات المكتوبة.
الكلام محافظ عليه، ولكن محتوى اللغة غير صحيح. ومن الشائع بين الأشخاص المصابين بالحُبسة الاستقبالية استبدال كلمة بأخرى (خلط التسمية، على سبيل المثال استخدام «تليفون» مكان «تلفزيون»). ويعاني الشخص ضعفًا في الفهم والتكرار.[بحاجة لمصدر]
وأفاد المرضى الذين تعافوا من حُبسة فيرنيكه أنهم، خلال إصابتهم بالحُبسة، وجدوا كلام الآخرين غير مفهوم. وعلى الرغم من كونهم مدركين لحقيقة أنهم كانوا يتحدثوا إلا أنهم لم يتمكنوا من إيقاف أنفسهم ولم يفهموا كلماتهم الخاصة.[بحاجة لمصدر]
والقدرة على فهم وترديد الأغاني لا تكون متأثرة عادة، نظرًا لأنه تتم معالجتها بواسطة نصف الكرة المعاكس من المخ. وكانت هناك مساعي للعلاج بالتنغيم الموسيقي (MIT) لعدة سنوات لعلاج المرضى المصابين بالحُبسة في ظل الاعتقاد بأن هذا العلاج يساعد على تحفيز القدرة على التحدث بشكل طبيعي. وهناك بعض الجدل بشأن فاعلية العلاج بالتنغيم الموسيقي. ولكن في الآونة الأخيرة، كشفت أبحاث تم إجراؤها بشكل أكثر دقة أن العلاج بالتنغيم الموسيقي يمكن أن يكون فعالاً للغاية في استعادة وظيفة اللغة.
كذلك لا تكون لدى المرضى بشكل عام مشكلة في تلاوة أي شيء قد حفظوه. كما أن القدرة على نطق الألفاظ النابية تُترك دون تأثر، ومع ذلك فإن المريض لا يتمتع عادة بالتحكم فيها وربما لا يفهم حتى الألفاظ النابية الخاصة به.
والضرر الذي يلحق بالجزء الخلفي من الفص الصدغي العلوي والأوسط لنصف الكرة الأيسر من المخ أو التلفيف والقشرة الصدغية الجدارية يمكن أن يسبب تلفًا في باحة فيرنيكه وربما يسبب حُبسة مصحوبة بالطلاقة أو حُبسة فيرنيكه. إذا تعرضت باحة فيرنيكه للتلف في نصف الكرة غير السائد من الدماغ، فإن المتلازمة الناتجة عن هذا التلف ستكون خلل الصوت الحسي - عدم القدرة على إدراك طبقة الصوت والإيقاع والنبرة العاطفية للكلام.
والمرضى الذين تواصلوا باستخدام لغة الإشارة قبل التعرض للحُبسة يعانون من أعراض مماثلة.
وتبين أعراض حُبسة فيرنيكه مدى أهمية اللغة نظرًا لأن الأشخاص الذين يعانون من الحُبسة لا يستطيعون التعبير عن أفكارهم. وبعض المرضى الذين يعانون من هذا الاضطراب يجدون طريقة للتغلب على العثرة ويستخدمون تعبيرات الوجه والإيماءات الحركية للتواصل.

## نظرية لوريا بشأن حُبسة فيرنيكه
اقترح ألكسندر لوريا أن هذا النوع من الحُبسة يتمتع بثلاث خصائص.
- 1) قصور في تصنيف الأصوات. من أجل سماع وفهم ما يُقال، يجب أن يكون الشخص قادرًا على تنظيم الأصوات المختلفة للغة المنطوقة. على سبيل المثال، سماع الفرق بين كلمة bad (سيئ)وbed (سرير) يُعتبر سهلاً بالنسبة للناطقين الأصليين للغة الإنجليزية. واللغة الهولندية، بالرغم من ذلك، تعطي قدرًا أكبر من التمييز في النطق بين هذين الحرفين المتحركين وبالتالي فإن الشخص الهولندي لديه صعوبات في سماع الفرق بينهما عند نطقهما بالإنجليزية. وهذه المشكلة هي بالضبط ما يعانيه المرضى المصابون بحُبسة فيرنيكه في لغتهم الخاصة بهم: هم لا يستطيعون تمييز الخصائص الصوتية الهامة وتصنيفها إلى أنظمة معروفة ذات معنى.
- 2) قصور في الكلام. ويمكن وربما يتحدث المريض المصاب بحُبسة فيرنيكه قدرًا كبيرًا، ولكنه يخلط بين خصائص الأصوات الأمر الذي يؤدي إلى «كلام مُخلط» في الحالات القصوى: كلمات مفهومة تبدو مخلوطة بشكل عشوائي.
- 3) ضعف في الكتابة. الشخص الذي لا يستطيع تمييز الأصوات لا يُتوقع منه القدرة على الكتابة.

## الحُبسة الاستقبالية في الثقافة الشعبية
- «فشل التواصل» حلقة من المسلسل التلفزيوني الطبي الذي تبثه شبكة فوكس House, M. D.، يبين أحد المرضى الذين يعانون من الحُبسة الاستقبالية والحُبسة. (تمت إذاعة الحلقة لأول مرة في 10 من يناير 2006م.)
- في «بابل»، حلقة من ستار تريك: Deep Space Nine، أحد الفيروسات يسبب هذا النوع من الحُبسة.
- في حلقة Boston Legal، يتم تشخيص حالة آلان شور (Alan Shore) على أنه يعاني من الكلام المخلط والذي ينشأ أثناء فترات القلق. ويعاني شور من الكلام المخلط لبقية الحلقة.
- شخصية صموئيل تي أنديرز (Samuel T. Anders) تعاني من أحد أشكال الكلام المخلط في الموسم الرابع من Battlestar Galactica بعد تعرضه لضربة في الرأس بإحدى الرصاصات أثناء التمرد على متن غالاكتيكا.
- في المسلسل التلفزيوني منطقة الشفق (The Twilight Zone)، تستعرض الحلقة «التلاعب بالألفاظ (Wordplay)» وجهة نظر شخص يعاني من أحد أشكال الحُبسة الاستقبالية.
- مونتي بيتون (Monty Python) يصور «مرض الدكتور إي هنري ثريبشو» يتضمن رجلاً (مايكل بالين (Michael Palin)) الذي يأتي نقاشه عن الأعراض مع طبيبه (جون كليز (John Cleese)) في تسلسل مشوه، وهو ما يُعتبر من الأعراض الشائعة للحالة.

## كتابات أخرى
Klein, Stephen B., and Thorne. Biological Psychology. New York: Worth, 2007. Print.
Saladin, Kenneth S. Anatomy & Physiology: the Unity of Form and Function. New York: McGraw-Hill Higher Education, 2010. Print.

## وصلات خارجية
- Aphasia Center of California in Oakland, CA, U.S.